# Guild House
Guild House is een verzorgingshuis in de Amerikaanse stad Philadelphia, ontworpen door Robert Venturi. Het was zijn eerste grote project en is een toonbeeld geworden voor het postmodernisme.

## Geschiedenis
De vraag naar een nieuw verzorgingshuis kwam vanuit de Quaker-gemeenschap van Philadelphia, onder leiding van Francis Bosworth. Er moest ruimte komen voor in totaal 91 appartementen, en mocht niet meer dan zes bouwlagen hebben.

## Ontwerp

### Buiten
Het ontwerp is vrij sober opgezet, vanwege het kleine budget voor de opdracht. Desalniettemin zijn er een aantal architectonisch interessante elementen te ontdekken in het ontwerp. Zo suggereert de boog bovenaan het gebouw met de ramen eronder de opbouw van een klassieke tempel. Ook is het bord met de woorden GUILD HOUSE bij de ingang opmerkelijk. Dit symboliseert de gedachtegang van Venturi en Scott-Brown over de 'decorated shed', een gebouw wiens kwaliteiten hoofdzakelijk naar voren komen in het ornament.
De keuze voor de rode baksteen is om naar de omliggende woningbouw te verwijzen, evenals de draaibare ramen.
Oorspronkelijk stond er een goudkleurige antenne op het dak, welke na klachten van de bewoners is weggehaald. Deze antenne diende als een verwijzing naar klassieke frontons, waardoor de antenne een soort afgod doet voorstellen en een verwijzing is naar het grootste tijdverdrijf van de bewoners: televisie.

### Binnen
De indeling van de appartementen is voornamelijk gericht op het zuiden, zodat er een mate van sociale interactie met de straat ontstaat en er een natuurlijke daglichttoetreding plaatsvindt. Op de bovenste verdieping is een gemeenschappelijke ruimte te vinden, welke wordt aangeduid met het boogvormige raam.

## Galerij

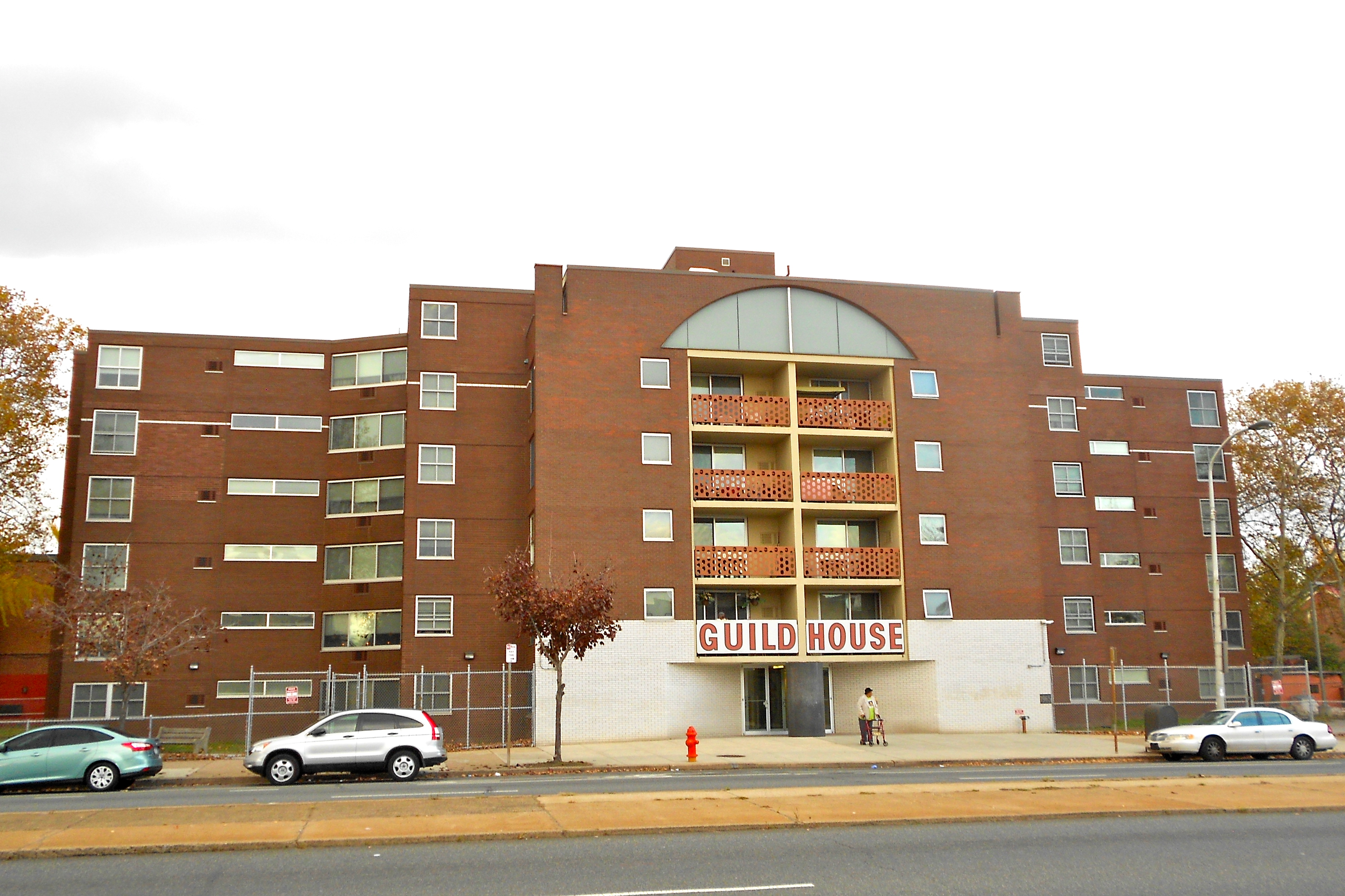
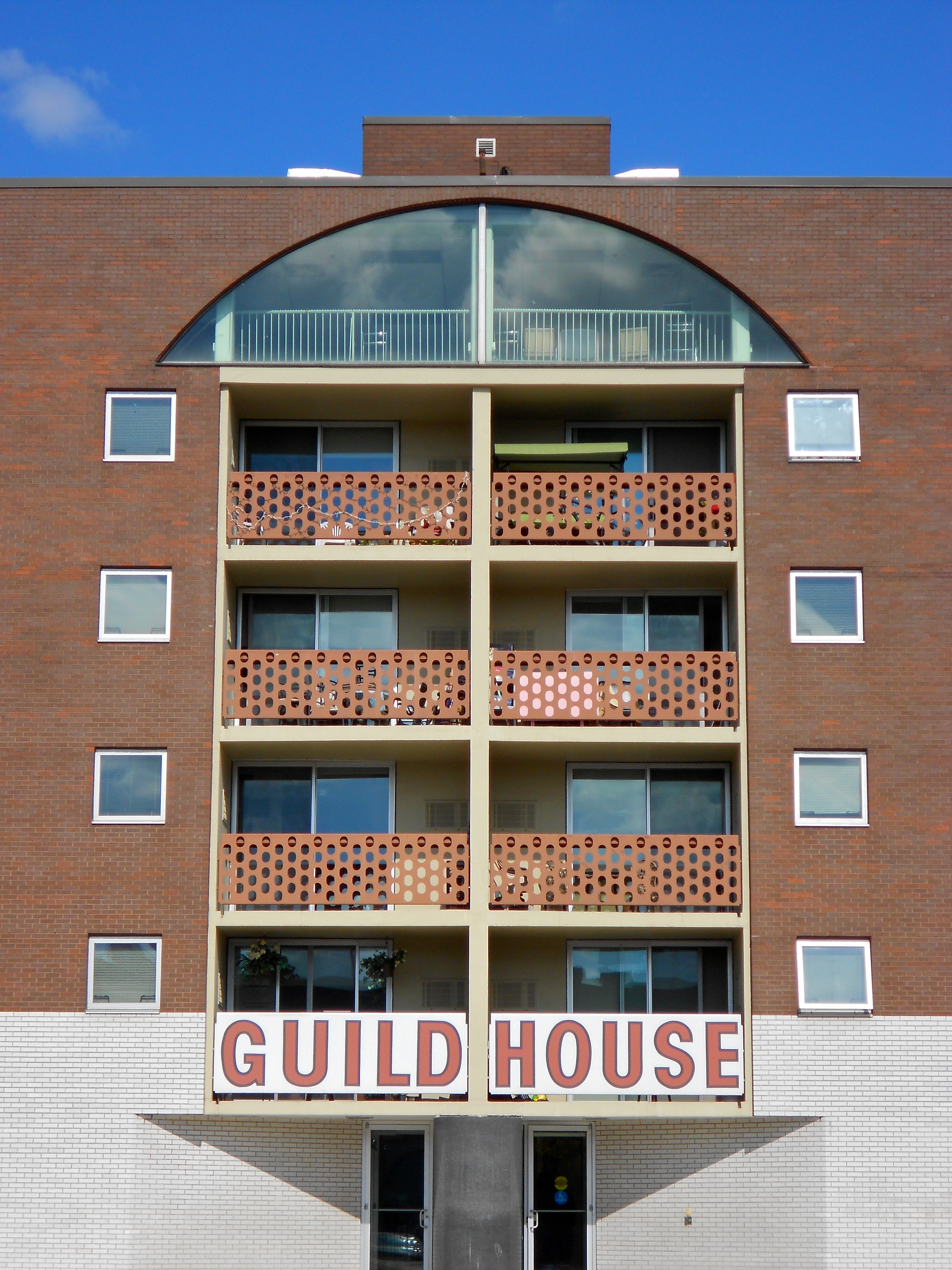